# L’Art

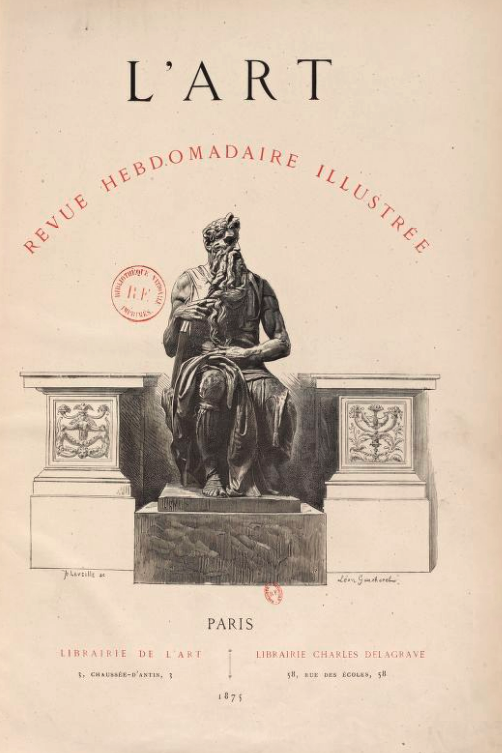
L’Art 1875

L’Art war eine französische illustrierte Zeitschrift, die 1875 von Eugène Véron gegründet und 1907 eingestellt wurde. Von Anfang an widmete sie sich der alten und modernen Kunstgeschichte und enthielt zahlreiche Originalgrafiken.

## Geschichte
L’Art, eine illustrierte Wochenzeitschrift, wurde erstmals am 3. Januar 1875 in Paris unter der Leitung von Eugène Véron in Verbindung mit der Librairie de l’Art veröffentlicht, einer Einrichtung, die von Hippolyte Heymann geleitet wurde, der zum Geschäftsführer der Zeitschrift ernannt wurde.
Sie war großformatig (43,5 × 23,5 cm) und mit 200 Francs für ein Jahresabonnement auch recht teuer (fast 4 Francs pro Exemplar, während eine Tageszeitung damals im Durchschnitt 5 Centimes kostete). Véron, ein laizistischer republikanischer Aktivist und Essayist mit einem Faible für Kunst- und Sozialgeschichte, wollte mit dieser Zeitschrift eine Leserschaft aus dem gebildeten und aufgeklärten Bürgertum ansprechen. Seine Zeitschrift war reichlich mit Drucken aller Art illustriert; zunächst mit Nachdrucken alter Gemälde und Motive, die er bei einem Dutzend Zeichnern und Interpretationsgraveuren wie Léon Gaucherel und Auguste-Hilaire Léveillé in Auftrag gab. Diese waren auch für das Hauptmotiv der Zeitschrift nach Michelangelos Moses verantwortlich. Daneben finden sich auch Originalgrafiken, vor allem Radierungen, eine Technik, die Véron anscheinend schätzte und die die Zeitschrift ihren Abonnenten als Sonderdrucke als Bonus anbot. Aus diesem Grund beschäftigte er auch Théophile Chauvel und Jules Jacquemart, zwei bekannte Aquaforisten. Edmond Ramus war ebenfalls ein wichtiger beitragender Kupferstecher.

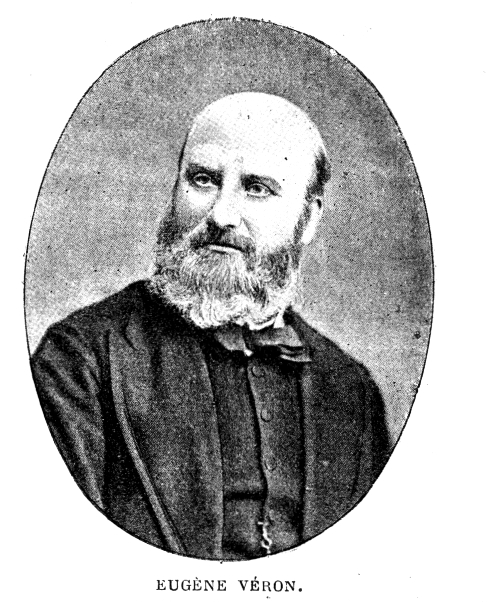
Eugène Veron

Auf redaktioneller Ebene warb der Prospekt der Zeitschrift mit der Mitarbeit von nicht weniger als 60 Kunstkritikern und Historikern, von Philippe Burty bis Charles Yriarte. Inhaltlich befasste sich die Zeitschrift sowohl mit Antiquitäten, Malern von der Renaissance bis zum 18. Jahrhundert als auch mit der Moderne.
Die Zeitschrift arbeitete mit verschiedenen Verlagspartnern zusammen und erschien schließlich in einem zweimonatlichen Rhythmus. Der Träger, die Librairie de l’Art, handelte Mitherausgeberverträge mit Charles Delagrave (1875), dem Verleger und Politiker Arthur Ballue (1876–1879) und schließlich Jules Rouam (1880–1887) aus.
Parallel dazu gab die Librairie de l’Art illustrierte Kunstbücher heraus, bei denen es sich zumeist um Nachdrucke von Artikeln aus der Zeitschrift handelte. Es entstanden drei Reihen: „La Bibliothèque internationale de l’Art“, dann die „Bibliothèque de l’enseignement artistique“ und schließlich „Les Artistes célèbres“, die von Léon Gauchez geleitet wurde und ab 1886 mehr als fünfzig illustrierte Künstlermonografien veröffentlichte. Darüber hinaus präsentierte sich die Librairie de l’Art auch als Kunstgalerie und bot regelmäßig Ausstellungen von Künstlern an, die hauptsächlich Werke in Form von Drucken präsentierten. So stellte beispielsweise Auguste André Lançon 1876 eine Folge von Radierungen zum Deutsch-Französischen Krieg aus, und 1880 zeigte der Aquaforist Théodule Ribot seine gesamte grafische Produktion.
Im November 1881 führte Véron eine Beilage zu dieser Zeitschrift ein, den Courrier de l’art, der die wöchentliche Chronik von Ateliers, Museen, Ausstellungen und öffentlichen Versteigerungen darstellte. Darin richtete Véron auch eine Rubrik „Art Dramatique“ ein, die er ab 1882 bis 1889 Arthur Heulhard anvertraute.

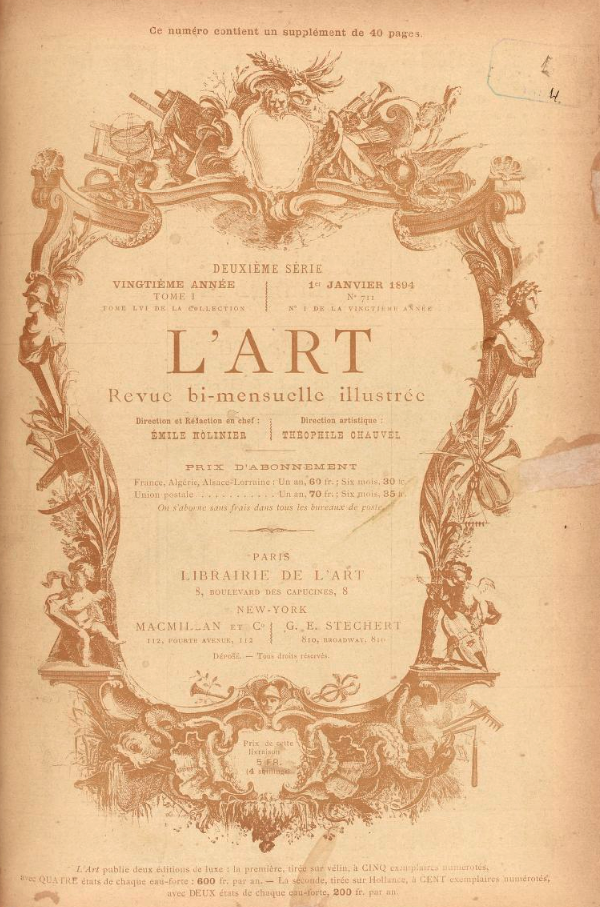
L’Art 1894

1895 stellte Vérons Nachfolger Théophile Chauvel die Zeitung zunächst ein. Erst über den Mäzen Léon Gauchez konnte Chauvel die Zeitschrift ab 1901 wieder veröffentlichen. Der Tod Gauchez’ bedeutete das endgültige Aus für die Zeitung.